# 魏滅燕之戰
魏滅燕之戰，為景初二年（238年），三國時期曹魏討伐公孫淵的一場戰役。

## 背景
東漢末年以來群雄割據，公孫氏一直佔領著遼東地區。隨著曹操統一北方的進程加快，一度依附於魏國。公孙渊继业后，東南的吳國曾派使臣拉拢公孙渊，加九锡，封燕王。公孙渊担心吴国不足以倚仗，斩杀吴国使臣，被曹魏任为大司马，封乐浪公。但公孙渊对曹魏始終離心離德，暗中與吴国勾結。景初元年（237年）七月，公孫淵自立為王，是為燕國，並在魏國邊境進行騷擾。

## 戰役過程
景初二年（238年），魏明帝派時任太尉的司馬懿討伐公孫淵，公孫淵向吴帝孫權求救，并遣将军卑衍、杨祚等步骑数万駐扎辽隧，開挖围绕营垒的壕沟二十余里。
因为公孙渊曾有过背离东吴的行为，东吴众人皆主张杀死来使，唯独太子中庶子羊衜不同意，认为应该善待使节，出兵辽东，如魏军不利则助燕，则天下认为吴于燕有恩义，若燕军不利，则掠夺物资以为报仇。孙权同意羊衜的意见，于是以羊衜为督军使者，遣他和郑胄和孙怡远征辽东，回信称公孙渊为弟，说司马懿善用兵、所向无前，自己很为公孙渊担忧。
司馬懿率先和卑衍交戰，派胡遵擊破卑衍。魏軍假裝朝東南行進，卻突然殺向西北襄平城方向，卑衍害怕襄平失守，趁夜撤離。卑衍又在首山阻挡魏军失败，魏军直接来到襄平城下。此时连日大雨，魏军船只从辽河口顺流而下来到襄平城，司马懿建土山用投石机和连弩进攻襄平城，襄平城内粮尽，人相食，杨祚等降。
八月，公孫淵和公孫脩以及数百骑兵从襄平城东南突围，被魏军追殺。司馬懿把襄平城內平民男子年十五以上七千餘人及公孫淵政權官員將軍等二千餘人全部殺死，並將屍體堆積起來，號稱「京觀」。遼東四郡為魏所據。
公孙渊败亡后，吴军才赶到辽东，与魏守将张持、高虑等作战，虏其男女而还。

## 影響
自此遼東地區直接歸於魏國統治。這次戰爭也提高了司馬懿的威望，為以後的晉代魏埋下了伏筆。

## 重要參戰人物
| - 司馬懿（統帥） - 牛金 - 胡遵 - 毌丘儉 - 張靜（都督令史，上書言求移營，被斬） - 陳（司馬） - 虞松 - 朝廷 - 劉放、孫資（因獻策有功，各封本縣侯） - 鲜卑 - 莫护跋 - 高句丽 - 大加（主簿） | - 公孫淵（統帥，被魏軍逮捕殺害） - 公孫脩（被魏軍逮捕殺害） - 王建（被司馬懿殺害） - 柳甫（被司馬懿殺害） - 衛演（投降後遭流放） - 卑衍（投降） - 楊祚（投降） - 畢盛（被司馬懿殺害） - 綸直（被公孫淵殺害） - 賈範（被公孫淵殺害） |

## 時下引用
此戰在光榮遊戲《真三國無雙6》開始為晉傳最初關卡。